# Zottegem
Zottegem ist eine belgische Stadt in den Flämische Ardennen in der Region Flandern. Sie liegt in der Provinz Ostflandern und hat 28.085 Einwohner (Stand 1. Januar 2024). Die Gemeinde hat insgesamt elf Teilgemeinden, Elene, Erwetegem, Godveerdegem, Grotenberge, Leeuwergem, Oombergen, Sint-Goriks-Oudenhove, Sint-Maria-Oudenhove, Strijpen, Velzeke-Ruddershove und Zottegem.
Der Molenbeek verläuft durch Grotenberge und Leeuwergem und der Molenbeek-Ter Erpenbeek verläuft durch Godveerdegem, Erwetegem und Grotenberge.
Zottegem ist bekannt für Lamoral von Egmond: er wurde in der Egmondkrypta am Marktplatz in begraben. In Zottegem befinden sich heute noch zwei Egmondstandbilder, die „Egmontkamer“ (ein zum 450. Jahrestag seines Todes im Jahre 2018 eröffneter Ausstellungsraum im Rathaus) und Egmonds Burg.
Das Archäologische Museum Velzeke ist der Prehistorie und der galloromanischen Zeit gewidmet. In Zottegem befinden sich daneben auch das Schloss Breivelde und das Schloss Leeuwergem.

## Lage
Geraardsbergen liegt 11 Kilometer südlich, Oudenaarde 14 km westlich, Aalst 16 km nordöstlich, Gent 19 km nordwestlich und Brüssel 48 km östlich.

## Verkehr
Im Norden und Nordosten befinden sich bei Wetteren und Erpe-Mere Autobahnabfahrten an der A10/E 40.

Zottegem hat einen Regionalbahnhof im Schnittpunkt der Bahnstrecken Kortrijk – Oudenaarde – Zottegem – Denderleeuw – Brüssel und Geraardsbergen – Zottegem – Gent.

## Bilder

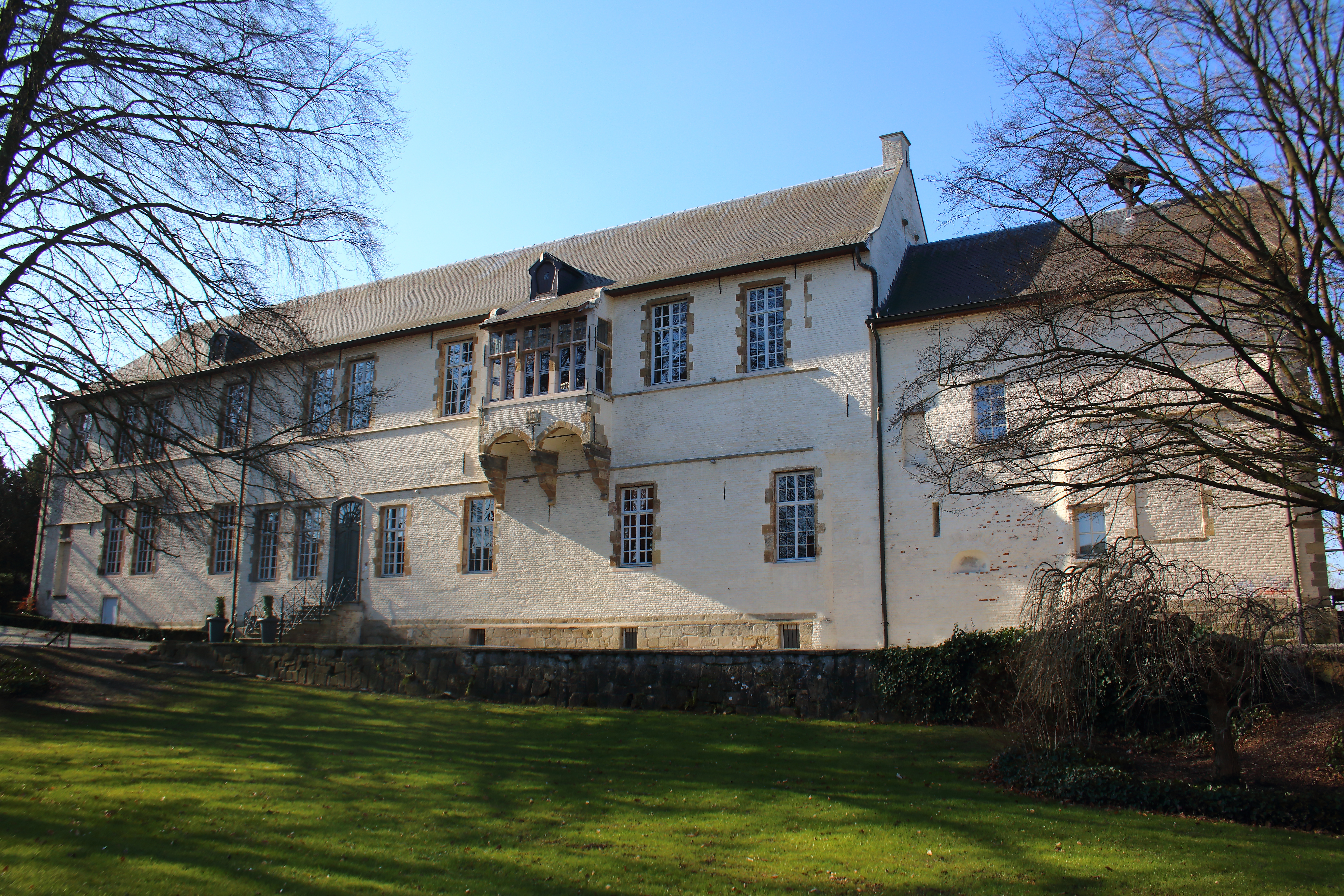
Egmonds Burg
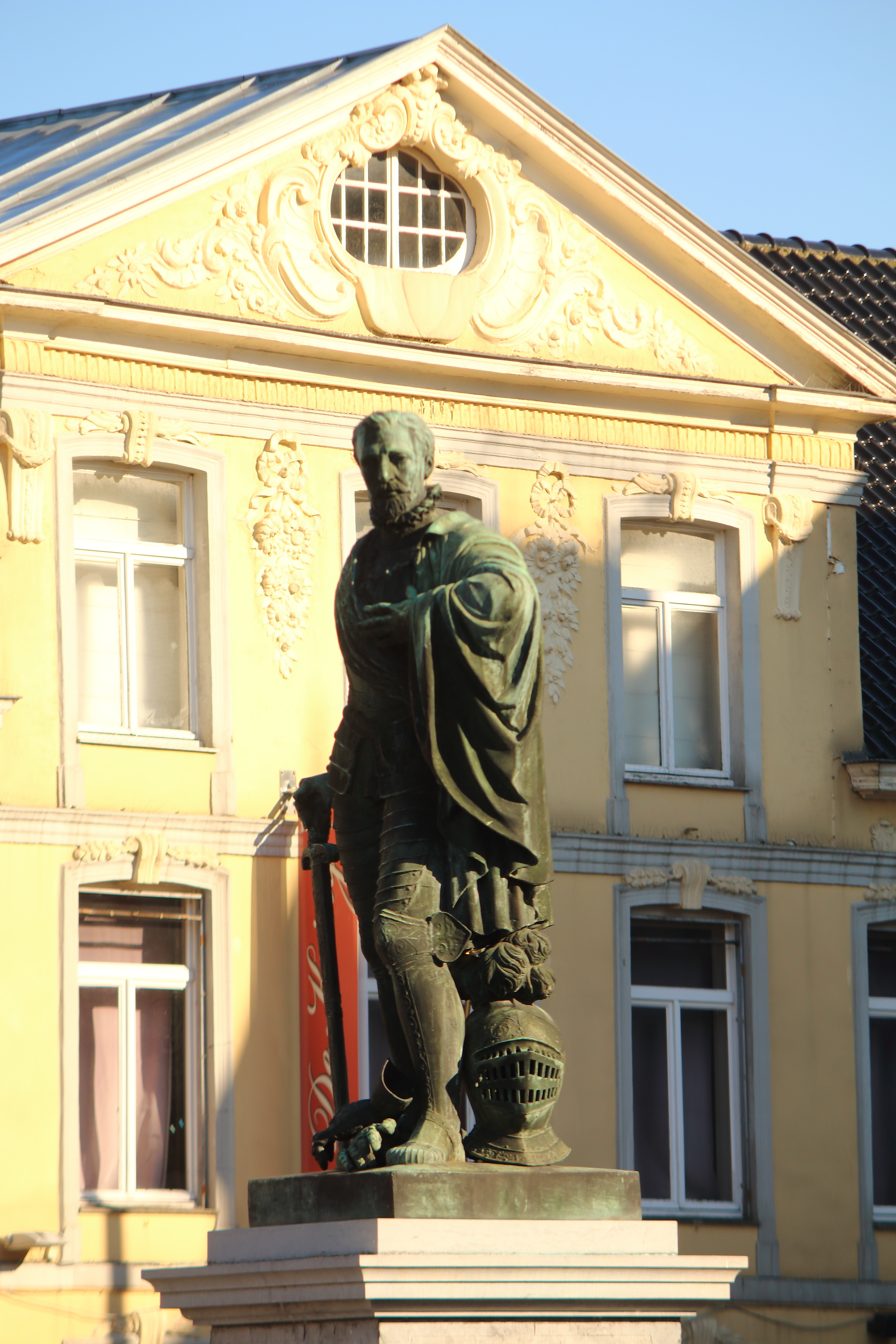
Egmondstandbild, Marktplatz
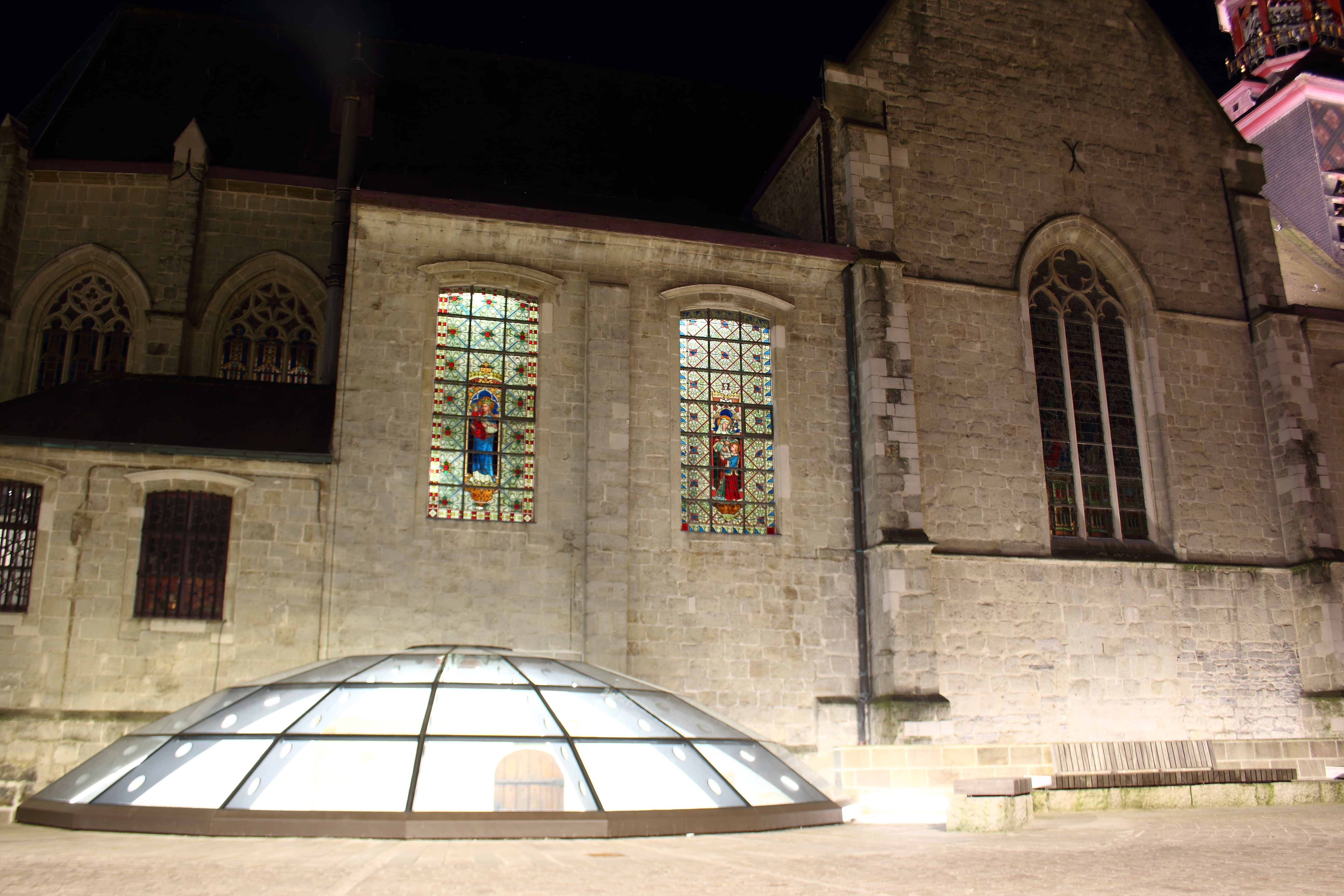
Egmondkrypta, Marktplatz
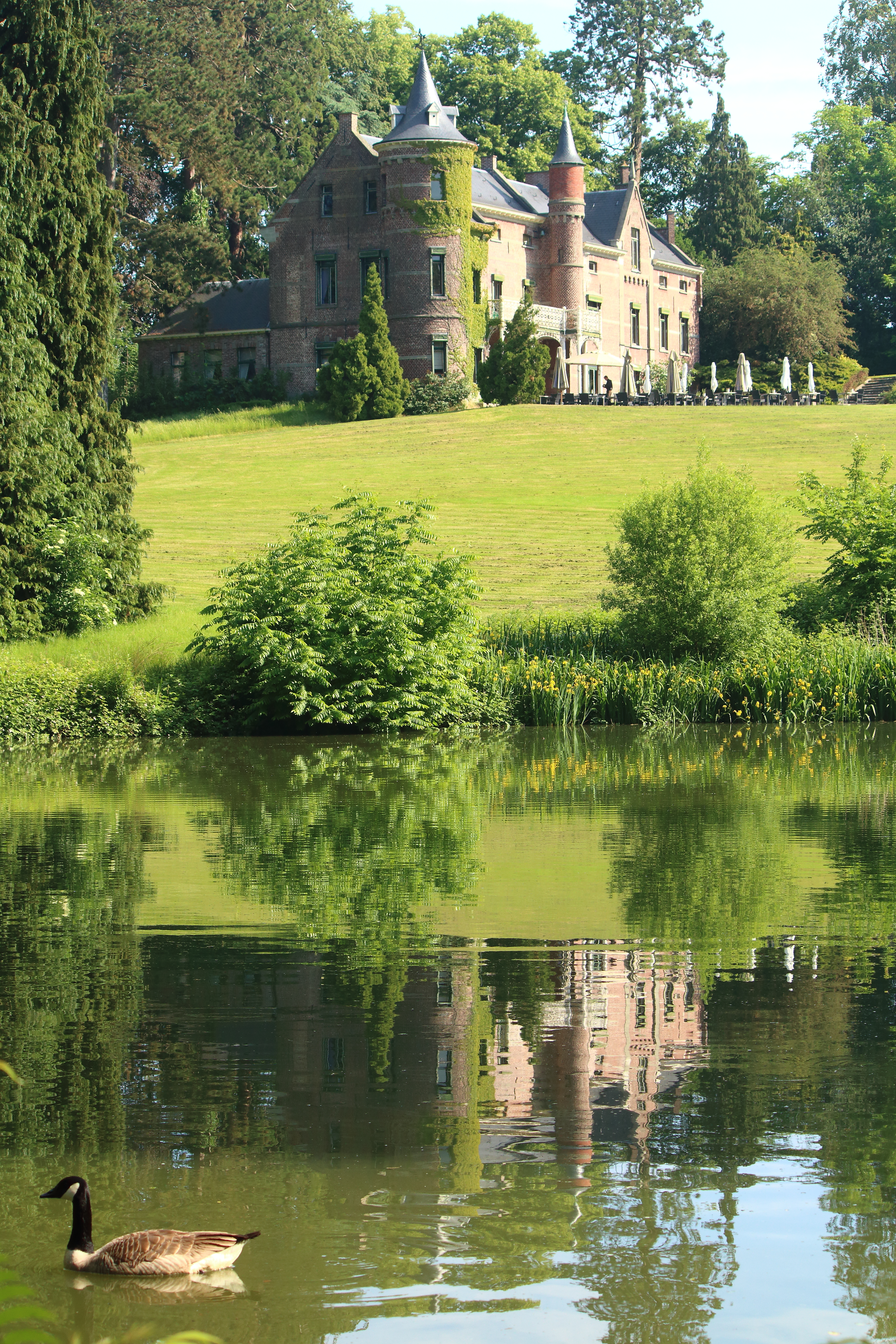
Schloss Breivelde
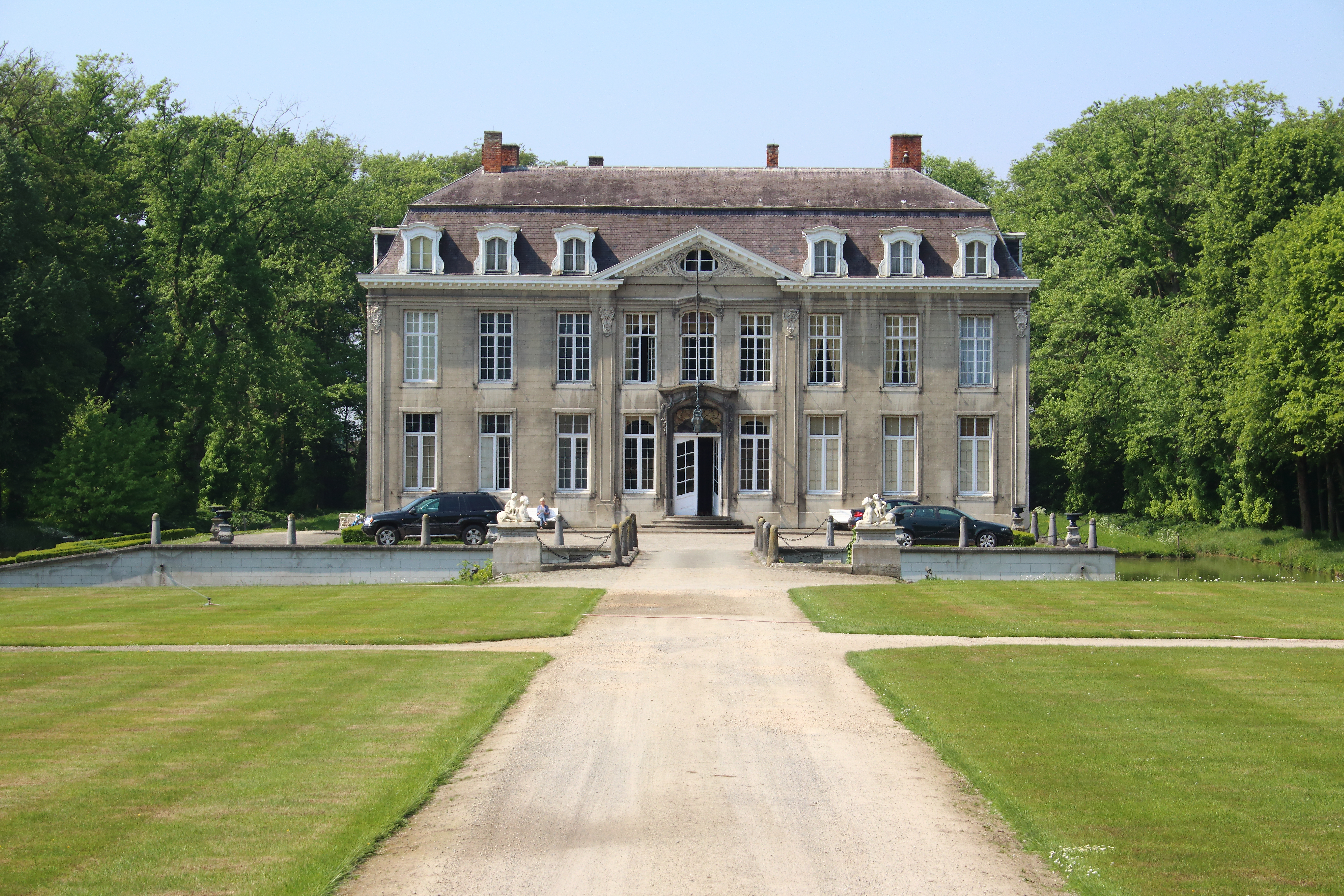
Schloss Leeuwergem
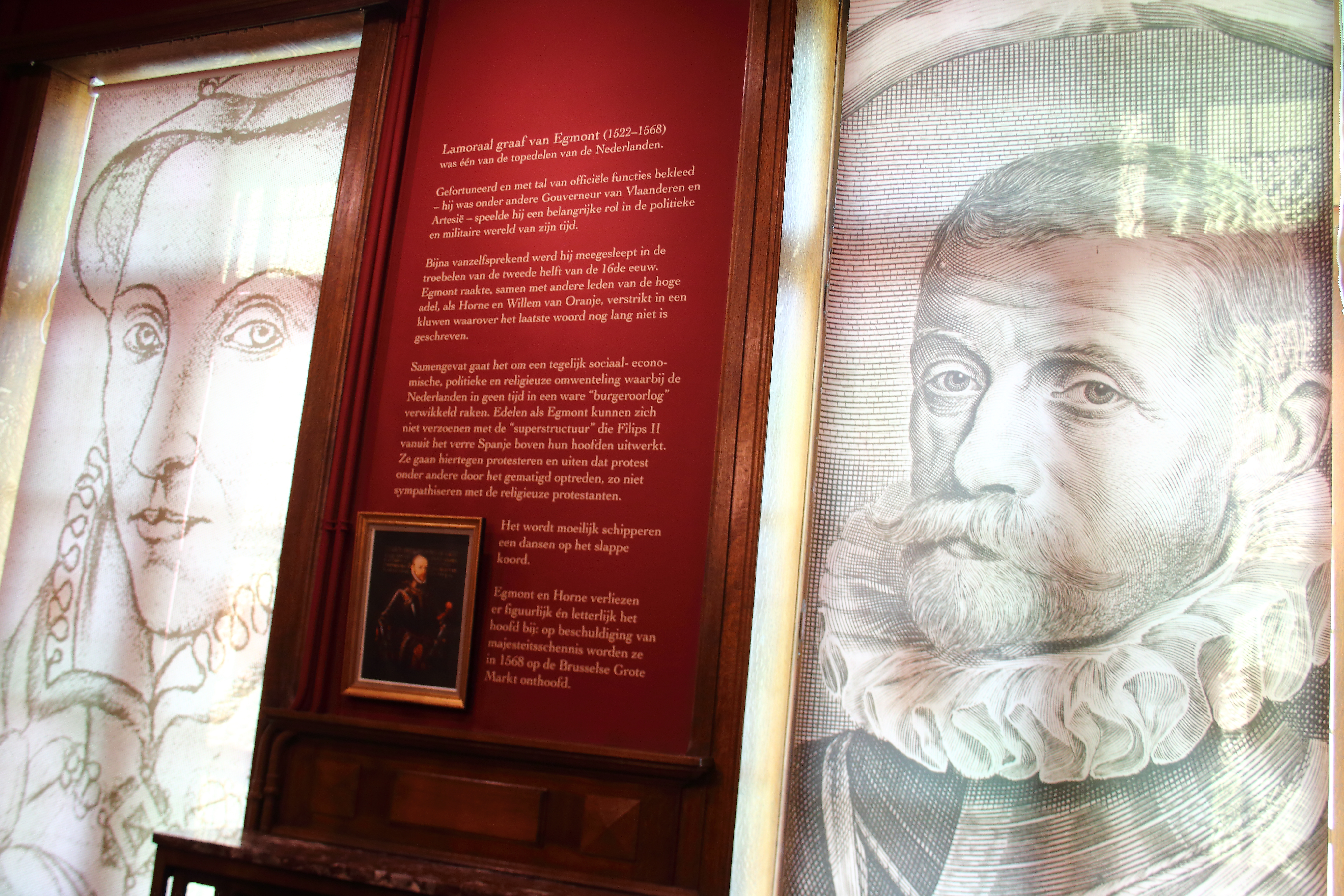
Egmonds Museum 'Egmontkamer'
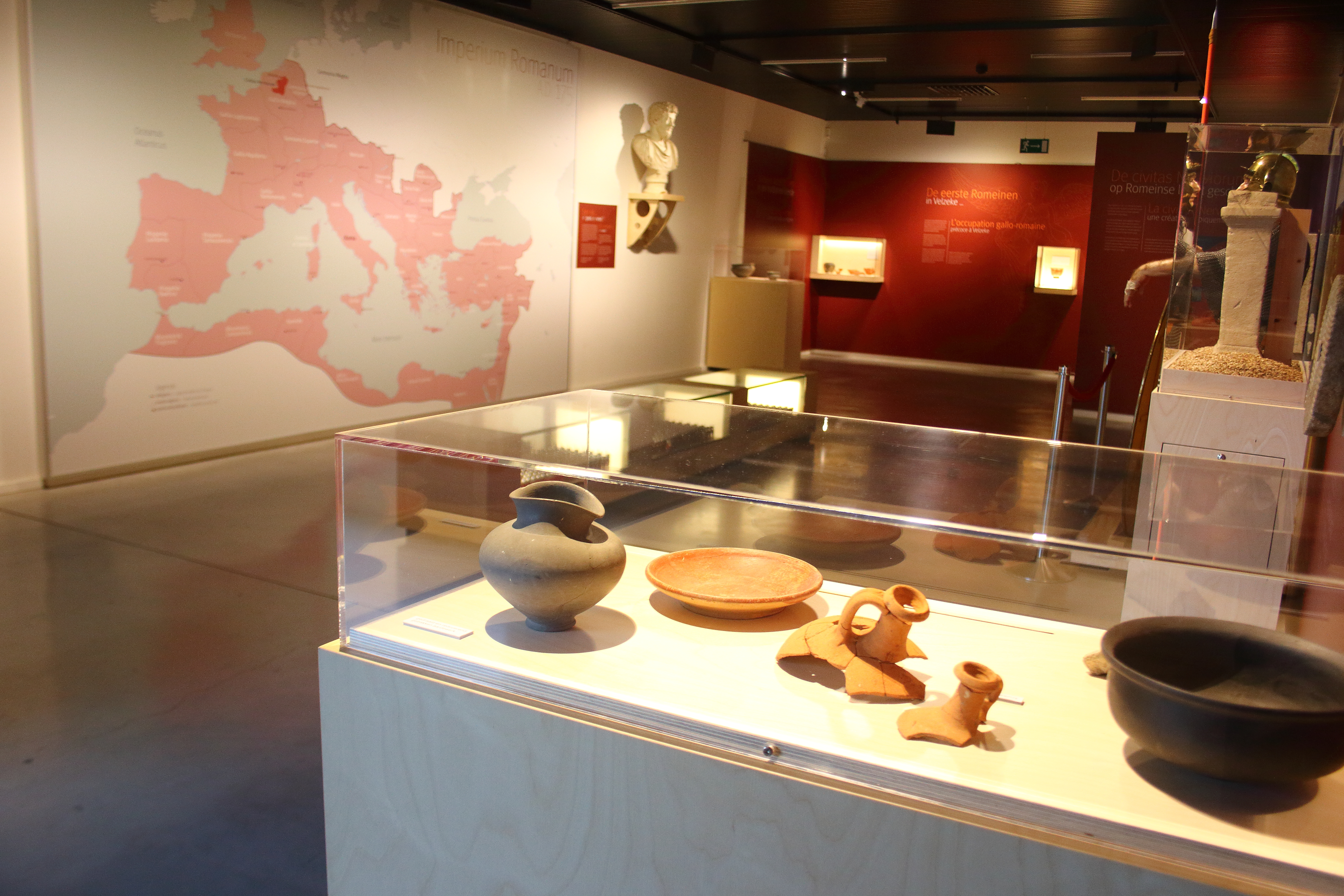
Archäologisches Museum Velzeke

## Söhne und Töchter der Stadt
- Lamoral von Egmond (1522–1568)
- Koen Barbé (* 1981), Radrennfahrer
- Jean Blaute (* 1952), Gitarrist
- Bart De Clercq (* 1986), Radrennfahrer
- Patricia De Martelaere (1957–2009), Schriftstellerin und Philosophieprofessorin
- Ayrton De Pauw (* 1998), Radsportler
- Nicky Evrard (* 1995), Fußballspielerin
- Peter Goossens (* 1964), Sternekoch
- Bert Scheirlinckx (* 1974), Radrennfahrer
- Staf Scheirlinckx (* 1979), Radrennfahrer
- Rudy Van Snick (* 1956),  Bergsteiger
- Jeroen Van Herzeele (* 1965), Jazzmusiker
- Line Van Wambeke[1] (* 1979), Schauspielerin